# Économie virtuelle
Une économie virtuelle (ou parfois économie synthétique) est une économie émergente, dans un monde virtuel persistant (aussi appelé métavers), habituellement dans le contexte d'un jeu en ligne multijoueurs sur l'Internet. Ce type d'économie utilise souvent la solution des micro paiements comme base économique.
Les personnes qui entrent dans ce système économique virtuel le font par divertissement plutôt que par nécessité. Toutefois, le monde virtuel rejoignant le monde réel, certaines personnes ont créé de véritables économies parallèles, convertissant les biens amassés dans le virtuel, en monnaie bien réelle.

## Économie virtuelle en développement
Si les jeux de rôle en ligne massivement multijoueur, communément appelés MMORPG, sont des sociétés miniatures qui mériteraient une étude sociologique, leur côté économique se révèle puissamment intéressant.
Bien que ce ne soit que des jeux, de plus en plus de joueurs se rendent dans ces mondes persistants, et il en découle une économie. Les exemples les plus simples à mettre en œuvre pour illustrer ce propos sont les jeux :
- World of Warcraft (WoW)
- Lineage II (L2)
- Eve Online
- EverQuest
- Le Seigneur des anneaux (Lotro)
- SecondLife
- OpenSimulator

Ces jeux possèdent une économie, qui peut paraître simpliste, mais se révèle complexe, pleine d'arnaques, de groupes de pression, de tricheurs.

### Bases d'une économie
Lorsque le jeu est lancé, les développeurs mettent des structures en place pour faciliter l'émergence d'un système économique, c'est-à-dire des moyens de produire, d'échanger et de consommer des biens.

#### Chasse
Les joueurs obtiennent des ressources en chassant les monstres (appelés mobs) qui peuplent les terres du jeu. Ces monstres sont des personnages non-joueur (PNJ) qui ne sont là que pour combattre les joueurs, leur permettant de gagner de l'expérience, de l'argent, et des objets plus ou moins précieux. C'est le moyen le plus commun de gagner de l'argent.

#### Marchands non-joueur
Des marchands officiels non-joueurs (c’est-à-dire des personnages gérés par le jeu) sont présents, essentiellement dans les villes. Ils permettent aux joueurs d'acheter des objets (comme des armes, des armures, des potions…) et de vendre ceux dont ils n'ont aucun besoin. Ces personnages forment une sorte d'économie officielle.

#### Échange entre joueurs
Il existe différents systèmes d'échange dans les MMO (plus ou moins susceptible d'aboutir à des fraudes), les principaux sont ceux mis en œuvre par World of Warcraft ; Lineage II ; EVE Online.
Dans le système de World of Warcraft, les joueurs ont accès à des lieux nommés Hôtel des ventes. Cet hôtel est l'équivalent d'un marché, accueillant les joueurs désireux de vendre ou d'acheter, avec un système d'enchère. Ces échanges se font uniquement entre joueurs, et donc souvent en dehors de tout contrôle par le jeu.
Dans Lineage II, l'échange entre joueurs ne se fait pas « via » un système centralisateur de l'offre et de la demande. Le joueur qui veut acheter doit se rendre dans les grandes villes, car protégé des conflits. Les villes sont donc de véritables centres de vente et d'achat. Les personnages qui cherchent un partenaire pour des tractations sont assis et une affiche au-dessus de leur tête vante leurs produits.
Dans EVE online, le système de commerce se fait selon l'offre à la demande ; il est possible de vendre ou d'acheter un produit en s'amarrant sur une station. Chaque système solaire possède un marché séparé des autres, ce qui pousse certains commerçants à voyager sur de longues distances (entre différents systèmes solaires) pour pouvoir vendre leurs marchandises à un prix plus élevé qu'ils l'ont auparavant acheté. Il existe également un marché noir appelé « Escrow ».

#### Création d'objets
Certaines catégories de personnages, comme les Nains dans Lineage II, peuvent fabriquer (on dit aussi crafter) des objets qu'ils peuvent revendre.
Ces personnages utilisent dans ce cas leurs compétences (skills) pour transformer des matières premières en objets. Ces matières premières peuvent être obtenues sur les monstres le plus souvent, mais peuvent aussi être issues de quêtes pour les objets les plus rares. Ces créations peuvent parfois mener également à des arnaques, dans la mesure où il est difficilement possible de quantifier le prix des matériaux nécessaires à la fabrication.

## Opérations financières dans les MMOG et droit
(juin 2009).
Si vous disposez d'ouvrages ou d'articles de référence ou si vous connaissez des sites web de qualité traitant du thème abordé ici, merci de compléter l'article en donnant les références utiles à sa vérifiabilité et en les liant à la section « Notes et références ».
Dans l’univers parallèle des jeux virtuels, des millions de personnes font des affaires par les moyens d’échange, de vente ou de location d’objet virtuel. Ces nouvelles technologies d’information et de communication procèdent de l’homme et prennent la forme d’objets 3D qui n’ont d’existence qu’online, comme les personnages ou les vêtements pouvant être utiles de s’approprier dans Second Life ou les terrains virtuels dans Habbo Hotel.
Il a été révélé que chaque année « 1,5 milliard de dollars bien réels sont dépensés dans des biens virtuels »[réf. nécessaire]. Par exemple, Habbo Hotel génère des profits de 65 millions de dollars réels chaque année par des transactions immobilières virtuelles. Pour Tencent c’est un profit de 500 millions de dollars réels[réf. nécessaire]. Il est troublant que des objets virtuels, qui n’ont d’existence qu’à l’intérieur d’un jeu, puissent s’acheter et se vendre dans le monde réel. Comment est-ce possible en pratique?
Prenons Second Life en tant qu’exemple type des interactions économiques pouvant exister entre le virtuel et le réel. Il s'agit d'un chat virtuel dans lequel des individus, représentés par leur image numérique appelée « avatar », dialoguent dans une reconstitution en 3D du monde réel ou dans un monde imaginaire créé par eux, un « monde persistant » que l’on nomme généralement de « massivement multijoueur » (MMO). Dans ces mondes virtuels, des milliers d’intervenants prennent beaucoup de temps pour personnaliser l’apparence de leurs avatars car il est particulièrement important de se distinguer de la masse.
On peut se demander s’il s’agit d’un simple jeu ou d’un phénomène de société : la Suède y a installé une ambassade ; IBM y a réuni ses salariés ; l’Oréal Paris y a ouvert une succursale ; des partis politiques y défendent leurs idées ; des musées y présentent des œuvres[réf. nécessaire] ; et surtout, des individus s’y rencontrent par l’intermédiaire d’un avatar pour y faire ce que l’on fait dans le monde réel et surtout pour gagner de l’argent.
L’accès à Second Life est gratuit, les revenus de la société proviennent essentiellement de la vente de « terrains ». On dénombre aujourd’hui plus d’1 million d’utilisateurs actifs[réf. nécessaire]. Selon certains, « Second Life est devenu une société virtuelle dotée d’une véritable économie »[réf. nécessaire]. Il est possible, par exemple, d’y acheter des « terrains » et d’y construire des « maisons » puis de les louer aux autres membres. La monnaie utilisée est le Linden dollar, monnaie virtuelle qui peut être obtenue en échange de vrais dollars : 1 dollar US est égal à 250 Lindens. Les profits peuvent donc être réels ![réf. nécessaire]
Le Linden s’échange contre des dollars réels sur LindeX, la bourse de change en ligne. Second Life diffère de World of Warcraft pour deux raisons. D’une part, il n’y a pas de quête à accomplir. D’autre part, le joueur peut ajouter au monde virtuel ses créations. Toutefois, ces deux jeux ont la même particularité, en ce qu’ils font partie de la famille des jeux persistants MMO qui sont incontestablement un phénomène de société mais aussi un formidable défi juridique.
Lorsque les univers virtuels pénètrent le monde réel, les frontières deviennent floues. On doit alors s’interroger sur la définition juridique des objets virtuels. Sont-ils des biens au sens du droit des biens ? Cette question est importante en pratique car toute vente suppose un transfert de propriété entre le vendeur et l’acheteur. Pour ce faire, il est évident que le vendeur doit être propriétaire du bien, objet de la vente, car « la vente d’un bien par une personne qui n’en est pas propriétaire (…) peut-être frappée de nullité ».[réf. nécessaire]

## Lien entre économies virtuelles et économie réelle
Un reportage sur Arte concernant l'addiction aux MMORPGs a montré un employeur peu scrupuleux en Corée du Sud qui exploitait des vagabonds en les amenant à passer du temps devant le jeu en ligne L2, pour gagner des artefacts qui étaient ensuite revendus au travers du réseau à des joueurs réguliers en contrepartie fiduciaire. Les vagabonds étaient logés sur des matelas lorsqu'ils n'étaient pas connectés[réf. nécessaire].
Des critiques similaires sont émises envers le jeu Axie Infinity, reposant sur la blockchain et les crypto-monnaies, notamment en ce qui concerne des joueurs aux Philippines,.

## Lexique
Pour aborder sereinement cet article, il faut maîtriser le langage mâtiné d'anglicismes des joueurs :
- MMORPG: Massively MultiPlayer Online Role Play Game, ou en français Jeu de Rôles Massivement multijoueur en Ligne
- World of Warcraft : Le MMO le plus joué mondialement. Couramment raccourci en WoW.
- Lineage II : Le MMO le plus joué en Asie. Couramment raccourci en L2.
- PNJ : Personnage non joueur.
- Mobs : Abréviation du mot anglais mobile (en), désigne les monstres qui peuplent les univers de ces jeux.
- Crafter : Du mot anglais craft, qui signifie art dans le sens artisanal, la création. Les personnages disposant de cette aptitude peuvent créer des objets à partir de matières premières, susceptibles d'être revendus.
- HDV : Hôtel des ventes.
- PVE : Personnage versus environnement.
- PVP : Personnage versus personnage.

## Quelques devises virtuelles
- Adenas, la monnaie de Lineage II
- ISK, la monnaie de Eve Online
- Pièces d'or (ou Po), la monnaie de World of Warcraft et Guild wars
- Kamas, la monnaie dans Dofus
- Crédits, la monnaie dans Habbo
- Penya, la monnaie dans Flyff
- Kinah, la monnaie dans Aion: The Tower of Eternity